# Commission Mucyo
La Commission nationale indépendante chargée de rassembler les éléments de preuve montrant l’implication de l’État français dans la préparation et l’exécution du génocide perpétré au Rwanda en 1994, ou commission Mucyo (du nom de son président), est une commission rwandaise créée par le président Paul Kagame afin de rassembler des éléments  permettant de mettre en cause le gouvernement français avant, pendant et après le génocide au Rwanda.
Elle a publié le 5 août 2008 un rapport de 331 pages rassemblant des témoignages, analyses recueillis au Rwanda et ailleurs dans le monde dont la publication a suscité de nombreuses controverses et réactions internationales.

## Commission Mucyo

### Origine de la commission
Le projet de loi portant création de la commission a été adopté en 2004 par le Conseil des ministres (communiqué du 1er août 2004). La loi organique n° 05/2005 du 14/04 /2005 a créé la Commission en lui donnant un mandat de six mois renouvelables par arrêté présidentiel. Les membres de la Commission ont été nommés par le Conseil du gouvernement dans sa réunion du 05/04/2006. L’arrêté présidentiel n°19/01 du 16/04/2006 confirmant leur nomination a été approuvé par le Sénat dans sa séance du 21/04/2006 et a fixé la date de début des travaux au 16/04/2006 et la fin du mandat au 16/10/2006. Celui-ci a été renouvelé deux fois, en octobre 2006 et en avril 2007.
Plusieurs commentateurs ont lié la mise en place de cette commission et le lancement des mandats d'arrêt la délivrance de mandats d'arrêt internationaux contre des responsables rwandais par le juge français Jean-Louis Bruguière dans le cadre de son enquête sur l'attentat du 6 avril 1994 contre l'avion du président Habyarimana.

### Membres de la commission
La commission était présidée par Jean de Dieu Mucyo, ancien procureur général, ancien ministre de la justice.
La commission comprenait également : 
- Jérome Ngendahimana : vice-président, ancien officier des ex-FAR, ancien membre de la direction des FDLR et actuellement général de brigade dans l'armée rwandaise ;
- Géraldine Bakashyaka : secrétaire, juriste de formation et ancien membre de la Cour suprême ;
- José Kagabo : historien, maître de conférences à l'École des hautes études en sciences sociales (EHESS), Paris[4] ;
- Jean Paul Kimonyo : docteur en sciences politiques de l'université de Montréal/Canada, ancien attaché de presse à la vice-présidence de la République, ancien directeur du Centre de gestion des conflits / UNR, coordinateur et rédacteur principal du rapport 2005 du PNUD sur le développement humain/BURUNDI ;
- Jean Damascène Bizimana : docteur en droit de l'université de Toulouse, France ;
- Alice Rugira : juriste, précédemment haut cadre dans une grande compagnie d'assurance, la SONARWA.

### Méthode de travail de la Commission
Selon le rapport de la commission, les étapes de la recherche auraient été les suivantes :
De mai à juillet 2006, la Commission a commencé les enquêtes préliminaires sur le terrain. Les membres de la Commission et les assistants de recherche ont rencontré des témoins potentiels sur les différents lieux de formation militaire et dans des zones de combats où la présence française était signalée.
D’août à octobre 2006, la Commission a approfondi les résultats des enquêtes préliminaires en s’entretenant de façon plus systématique avec les témoins choisis. Ensuite elle a organisé des auditions publiques et à huis clos.
De novembre à décembre 2006, un second train d’auditions a été engagé. La Commission a entendu des Rwandais et quelques témoins étrangers.
De janvier à mars 2007, la Commission a consacré une partie de son temps à effectuer des missions à l’étranger.
De mai à juillet 2007, la Commission a organisé les dernières auditions publiques consacrées aux témoins étrangers.
Durant toute cette période des auditions, la recherche documentaire s’est poursuivie, notamment dans les archives et par des entretiens."

## Le «rapport Mucyo»
Les principales conclusions de ce rapport sont les suivantes :
- La France était au courant des préparatifs du génocide, a participé aux principales initiatives de sa mise en place et à sa mise en exécution ;
- Les militaires français ont participé à la formation des miliciens ;
- Les militaires français de l'opération Turquoise auraient directement pris part aux massacres des Tutsis ;
- Les militaires français de l'opération Turquoise auraient commis de nombreux viols sur des rescapées tutsis ;
- Refus de soins et amputations abusives de la part des médecins français envers les réfugiés tutsis ;
- 13 personnalités politiques françaises et 20 militaires français sont directement mis en cause[6]

## Réactions à la publication du rapport
- Le journaliste Jean Hatzfeld qualifie d'« absurdes » les accusations de meurtres présentées dans le rapport, tout en reconnaissant qu'il ne l'a pas encore lu[7].
- Le gouvernement australien annonce qu'il va examiner le rapport. [réf. nécessaire]
- En 2017, l'historien Stéphane Audouin-Rouzeau reconnaît le sérieux de ce rapport, la nécessité d'y passer du temps pour en faire une lecture exhaustive et critique et appelle à aller au-delà des simples conclusions pour déceler la complexité de l'ensemble du travail. Il considère qu'un simple déni du rapport n'est pas acceptable[8].

### Réactions françaises
Dès février 2007, avant la publication du rapport, le gouvernement français avait fait savoir qu'il ne reconnaissait « ni légitimité ni compétence » à la commission Mucyo. À la sortie du rapport, en août 2008, le ministère français des Affaires étrangères a dénoncé des « accusations inacceptables » et s'est « interrog(é) sur l'objectivité du mandat confié à cette commission ».
L'ancien ministre français des Affaires étrangères, Alain Juppé, a, pour sa part, dénoncé des « falsifications inacceptables ».
Pour le journaliste Pierre Péan, auteur d'un ouvrage sur le sujet, ce rapport est une « incroyable falsification de l'histoire qui s'attache à des détails et multiplie les faux témoins ». Selon lui, avec ce rapport, le président rwandais, Paul Kagame, cherche à négocier la levée des poursuites contre lui pour l'attentat contre l'ancien président rwandais qui a marqué le début des massacres inter-rwandais.
L'amiral Jacques Lanxade, chef d'état-major des armées lors du génocide, s'est dit certain du « comportement irréprochable des troupes françaises » au Rwanda.
Le journal français Marianne s'étonne du fait que le rapport contienne des « documents officiels bizarroïdes » et des « témoignages qui sonnent faux » et souligne que le rapport semble peu digne de foi.
Bernard Lugan, expert du TPIR, accuse le rapport de « faux témoignages et faux en écriture » et accuse la seule preuve concrète du rapport, une lettre du colonel Gilles Bonsang, d'être un faux.
Le ministère rwandais de la Justice, Tharcise Karugarama, a cru bon de rendre public ce rapport au moyen d’un communiqué (Cf. infra) portant contre des officiers français des accusations plus graves que celles contenues dans le rapport. Plusieurs officiers français ont attaqué ce communiqué en diffamation devant le Tribunal Correctionnel de Paris. Ni Tharcise Karugarama, ni Mucyo n’’ont jugé utile - ni possible - de venir défendre ces écrits ne reposant sur aucune base sérieuse. La république rwandaise a préféré jeter un voile pudique sur ses excès en sollicitant le bénéfice de l’immunité diplomatique pour son ministre de la justice. Le Tribunal lui a accordé le bénéfice de cette immunité bien que, apparemment, ce ministre ne remplissait pas les conditions requises.[réf. nécessaire]

### Réactions rwandaises
Le ministère rwandais de la Justice a indiqué, dans un communiqué, que « la persistance, la détermination, le caractère massif du soutien français à la politique rwandaise des massacres (...) montrent la complicité des responsables politiques et militaires français dans la préparation et l'exécution du génocide des Tutsis de 1994 ».
Le ministre de la justice rwandais a estimé que ce rapport constituait « une bonne base pour d'éventuelles procédures légales ». Peu avant, début juillet 2008, le président rwandais Kagame avait menacé de faire inculper des ressortissants français si les tribunaux français n'annulaient pas les mandats d'arrêt émis contre des responsables rwandais.

## Notice bibliographique
- Présentation du rapport Mucyo sur le site de La Nuit rwandaise
- [PDF] Le rapport Mucyo
- [PDF] Le rapport Mucyo